# نینت دو والوا

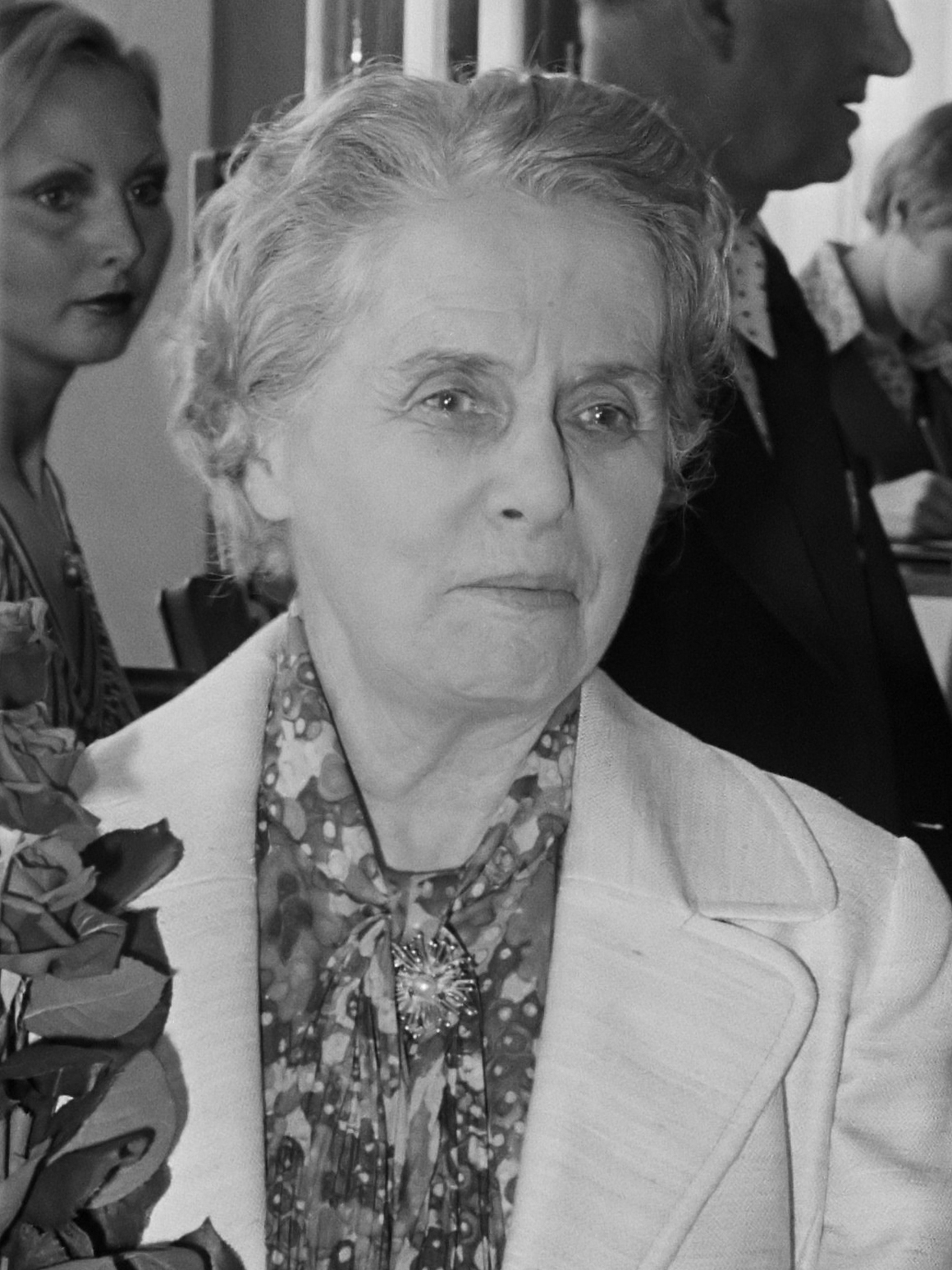
نینت دی والوا هنگام دریافت جایزه اراسموس (۱۹۷۴)

نینت دو والوا (به فرانسوی: Ninette de Valois) (زادهٔ ۶ ژوئن ۱۸۹۸ در ایرلند – درگذشتهٔ ۸ مارس ۲۰۰۱ در بانس، لندن) رقاص بریتانیایی زادهٔ ایرلند، معلم، طراح رقص و کارگردان باله کلاسیک بود. قابل توجه‌تر از همه اینکه، او به‌طور حرفه‌ای در باله روس که بعدها باله سلطنتی، یکی از بهترین شرکت‌های بالهٔ قرن بیستم و یکی از شرکت‌های پیشگام باله در جهان امروز را ایجاد کرد، با سرگئی دیاگیلف رقصید. او همچنین بالهٔ سلطنتی بیرمینگام و مدرسهٔ سلطنتی باله را تأسیس کرد. او به‌طور گسترده‌ای به عنوان یکی از تأثیرگذارترین چهره‌ها در تاریخ باله و مادر تعمیدی بالهٔ انگلیس محسوب می‌شود.

## زندگی‌نامه
نینت دی والوا که در ششم ماه ژوئن ۱۸۹۸ در ایرلند به دنیا آمده بود. دومین دختر سرهنگ دوم توماس استانوس افسر ارتش بریتانیا و لیلیث استانوس یک شیشه‌ساز معروف بود در سال ۱۹۰۵ به انگلستان رفت تا با مادربزرگش در کنت زندگی کند.
دی والوا از سن ده سالگی در سال ۱۹۰۸ در کلاس‌های باله شرکت کرد. در سن سیزده سالگی تعلیم حرفه‌ای را در آکادمی لیلا فیلد مخصوص بچه‌ها شروع کرد. در همین زمان بود که نامش را به‌طور قانونی به نینت دی والوا تغییر داده و کار حرفه‌ای را به عنوان رقصنده اصلی تئاتر لیسوم در تئاتر اند وست شروع کرد. در سال ۱۹۱۹ در سن ۲۱ سالگی به عنوان رقصنده اصلی اپرای بیچام که بعدها شرکت اپرای ساکن در خانه اپرای سلطنتی بود منصوب شد. او مطالعه باله را با معلم‌های قابل توجهی مانند ادوارد اسپینوزا، انریکو چککتی، نیکولاس لگات ادامه داد.
در سال ۱۹۲۳ به باله روس که باله شناخته‌شده‌ای بود و توسط مدیر اپرای اهل روس سرگئی دیاگیلف تأسیس شده بود پیوست. او سه سال در شرکت ماند.